# Johanna, Blois grófnője
Johanna (franciául: Jeanne de Blois-Châtillon; 1253 – 1291. január 19. vagy 29.) Blois grófnője 1280 és 1291 között.

## Élete
I. János, Blois grófja és Aliz breton hercegnő lányaként született. 1280-ban apja halála után lett Blois grófnője.
1263-ban házasodott össze IX. Lajos francia király fiával, I. Pierre d’Alençonnal. Két gyermekük született, akik mindketten csecsemőként elhunytak:
- Lajos
- Fülöp

Johanna 1291-ben halt meg, és mivel nem volt felnőttkort megérő gyermeke, ezért unokatestvére, II. Hugó örökölte a blois-i gróf címet.